# Wereldkampioenschappen zwemmen 2019 – 4×100 meter vrije slag mannen
De 4×100 meter vrije slag voor mannen op de wereldkampioenschappen zwemmen 2019 in Gwangju vond plaats op 21 juli 2019. Na afloop van de series kwalificeren de acht snelste ploegen zich voor de finale.

## Records
Voorafgaand aan het toernooi waren dit het wereldrecord en het kampioenschapsrecord
| Wereldrecord         | Verenigde Staten Michael Phelps Garrett Weber-Gale Cullen Jones Jason Lezak | 3.08,24 | Peking | 11 augustus 2008 |
| Kampioenschapsrecord | Verenigde Staten Michael Phelps Ryan Lochte Matt Grevers Nathan Adrian      | 3.09,21 | Rome   | 26 juli 2009     |

## Uitslagen

### Series
| Rang | Serie | Baan | Namen               | Land | Tijd    | Bijz. |
| ---- | ----- | ---- | ------------------- | --- | ------- | ----- |
| 1    | 1     | 5    | Verenigde Staten    | Townley Haas (48.60) Blake Pieroni (47.32) Michael Chadwick (47.92) Zach Apple (47.47)                   | 3:11.31 | Q     |
| 2    | 2     | 1    | Verenigd Koninkrijk | Duncan Scott (48.18) James Guy (47.77) Benjamin Proud (48.43) Scott McLay (48.04)                        | 3:12.42 | Q     |
| 3    | 2     | 4    | Rusland             | Jevgeni Rylov (48.31) Andrej Minakov (48.94) Kliment Kolesnikov (47.96) Vladislav Grinev (47.43)         | 3:12.64 | Q     |
| 4    | 3     | 5    | Australië           | Cameron McEvoy (48.29) Clyde Lewis (47.99) Alexander Graham (48.39) Kyle Chalmers (47.98)                | 3:12.65 | Q     |
| 5    | 3     | 3    | Italië              | Santo Condorelli (48.67) Manuel Frigo (47.90) Alessandro Bori (48.49) Alessandro Miressi (47.60)         | 3:12.66 | Q     |
| 6    | 3     | 4    | Brazilië            | Marcelo Chierighini (48.20) Pedro Spajari (48.14) André Calvelo (48.44) Breno Correia (48.19)            | 3:12.97 | Q     |
| 7    | 3     | 8    | Frankrijk           | Clément Mignon (48.26) Jérémy Stravius (48.21) Tom Paco Pedroni (48.41) Mehdy Metella (48.16)            | 3:13.04 | Q     |
| 8    | 3     | 2    | Hongarije           | Dominik Kozma (48.92) Nándor Németh (48.36) Richárd Bohus (48.79) Szebasztián Szabó (47.83)              | 3:13.90 | Q     |
| 9    | 2     | 5    | Japan               | Katsumi Nakamura (48.48) Shinri Shioura (48.92) Katsuhiro Matsumoto (47.95) Akira Namba (48.81)          | 3:14.16 |       |
| 10   | 2     | 2    | Griekenland         | Andreas Vazaios (49.22) Kristian Golomeev (47.60) Ioannis Georgarakis (49.50) Apostolos Christou (48.12) | 3:14.44 |       |
| 11   | 2     | 7    | Duitsland           | Damian Wierling (48.80) Marius Kusch (48.64) Josha Salchow (48.46) Christoph Fildebrandt (48.68)         | 3:14.58 |       |
| 12   | 3     | 6    | Polen               | Kacper Majchrzak (48.95) Przemys Gawrysiak (49.64) Jan Hołub (48.13) Jakub Kraska (48.06)                | 3:14.78 |       |
| 13   | 2     | 6    | Canada              | Markus Thormeyer (48.80) Yuri Kisil (48.32) William Pisani (49.21) Carson Olafson (48.73)                | 3:15.06 |       |
| 14   | 3     | 9    | België              | Sebastien De Meulemeester (49.29) Jasper Aerents (48.81) Thomas Thijs (48.49) Pieter Timmers (48.75)     | 3:15.34 |       |
| 15   | 3     | 1    | Servië              | Velimir Stjepanović (49.59) Uroš Nikolić (48.48) Andrej Barna (48.29) Nikola Aćin (49.36)                | 3:15.72 |       |
| 16   | 3     | 7    | Nederland           | Jesse Puts (49.15) Nyls Korstanje (49.06) Kyle Stolk (48.34) Stan Pijnenburg (49.22)                     | 3:15.77 |       |
| 17   | 2     | 3    | China               | Yu Hexin (49.80) Yang Jintong (49.00) Cao Jiwen (48.87) He Junyi (48.56)                                 | 3:16.23 |       |
| 18   | 2     | 8    | Singapore           | Joseph Schooling (49.32) Quah Zheng Wen (48.76) Jonathan Tan Eu Jin (49.63) Darren Chua Yi Shou (48.95)  | 3:16.66 |       |
| 19   | 1     | 1    | Zwitserland         | Roman Mityukov (49.42) Nils Liess (48.81) Antonio Djakovic (49.03) Aleksi Schmid (49.59)                 | 3:16.85 |       |
| 20   | 3     | 0    | Ierland             | Shane Ryan (49.40) Robert Powell (49.63) Jordan Sloan (48.72) Jack McMillan (49.63)                      | 3:17.38 |       |
| 21   | 1     | 3    | Turkije             | Hüseyin Emre Sakçı (49.43) İskender Başlakov (49.53) Kemal Arda Gürdal (49.61) Yalım Acımış (49.44)      | 3:18.01 |       |
| 22   | 2     | 0    | Zuid-Korea          | Hwang Sun-woo (50.08) Jang Dong-hyeok (49.45) Park Seon-kwan (49.76) Yang Jae-hoon (48.80)               | 3:18.09 |       |
| 23   | 2     | 9    | Chinees Taipei      | Wang Hsing-hao (50.45) Wang Yu-lian (50.10) Lin Chien-liang (51.01) An Ting-yao (50.25)                  | 3:21.81 |       |
| 24   | 1     | 7    | Hongkong            | Nicholas Lim (51.34) Ian Ho (49.84) Cheuk Yin Ng (51.78) Ming Ho Cheuk (50.53)                           | 3:23.49 |       |
| 25   | 1     | 6    | Maleisië            | Welson Sim (50.47) Chan Jie (51.77) Tern Tern Jian Han (52.65) Faang der Tiaa (55.06)                    | 3:29.95 |       |
| 26   | 1     | 2    | Egypte              | Mohamed Samy (49.59) Ali Khalafalla (48.79) Marwan Elkamash (51.92) Abdelrahman Sameh                    | DSQ     | DSQ   |
| 26   | 1     | 4    | Israël              | Tomer Frankel (49.62) Meiron Cheruti Yakov Toumarkin Daniel Namir                                        | DSQ     | DSQ   |

### Finale
| Rang   | Baan | Namen                                                                                              | Land                | Tijd    | Bijz. |
| ------ | ---- | -------------------------------------------------------------------------------------------------- | ------------------- | ------- | ----- |
| Goud   | 4    | Caeleb Dressel (47,63) Blake Pieroni (47,49) Zach Apple (46,86) Nathan Adrian (47,08)              | Verenigde Staten    | 3.09,21 | CR    |
| Zilver | 3    | Vladislav Grinev (47,83) Vladimir Morozov (47,62) Kliment Kolesnikov (47,50) Jevgeni Rylov (47,02) | Rusland             | 3.09,97 |       |
| Brons  | 6    | Cameron McEvoy (48,44) Clyde Lewis (47,61) Alexander Graham (48,11) Kyle Chalmers (47.06)          | Australië           | 3.11,22 |       |
| 4      | 2    | Santo Condorelli (48,72) Manuel Frigo (47,29) Luca Dotto (47,81) Alessandro Miressi (47.57)        | Italië              | 3.11,39 |       |
| 5      | 5    | Duncan Scott (47,97) James Guy (47,72) Benjamin Proud (48,27) Scott McLay (47,85)                  | Verenigd Koninkrijk | 3.11,81 |       |
| 6      | 7    | Marcelo Chierighini (48,10) Pedro Spajari (48,14) Bruno Fratus (47,78) Breno Correia (47,97)       | Brazilië            | 3.11,99 |       |
| 7      | 8    | Dominik Kozma (48,59) Kristóf Milák (48,05) Péter Holoda (48,53) Nándor Németh (47,68)             | Hongarije           | 3.12,85 |       |
| 8      | 1    | Clément Mignon (48,25) Jérémy Stravius (48,33) Tom Paco Pedroni (48,92) Mehdy Metella (47,84)      | Frankrijk           | 3.13,34 |       |